# Creuzier-le-Vieux
Creuzier-le-Vieux (okzitanisch Croset Vièlh) ist eine französische Gemeinde mit 3246 Einwohnern (Stand: 1. Januar 2022) im Département Allier in der Region Auvergne-Rhône-Alpes. Sie gehört zum Arrondissement Vichy und zum Kanton Cusset. Die Einwohner werden Creuziérois(es) genannt.

## Geografie
Creuzier-le-Vieux ist eine banlieue nördlich von Vichy und liegt am Fluss Allier. Umgeben wird Creuzier-le-Vieux von den Nachbargemeinden Saint-Germain-des-Fossés im Norden, Creuzier-le-Neuf im Nordosten, Cusset im Südosten, Vichy im Süden und im Südwesten, Charmeil im Westen sowie Saint-Rémy-en-Rollat im Nordwesten. Durch die Gemeinde führt die frühere Route nationale 209.

## Bevölkerungsentwicklung
| Jahr                       | 1962 | 1968 | 1975 | 1982 | 1990 | 1999 | 2006 | 2014 | 2022 |
| Einwohner                  | 1393 | 1535 | 1828 | 2153 | 2751 | 2960 | 3152 | 3310 | 3246 |
| Quellen: Cassini und INSEE |      |      |      |      |      |      |      |      |      |

## Sehenswürdigkeiten
- Kirche Saint-Front-et-Saint-Martin, Anfang des 20. Jahrhunderts über das Gebäude aus dem 12. Jahrhundert erbaut, bei Grabungen 1986 in der Krypta wurde eine merowingische Nekropole entdeckt
- Schloss Lauzet aus dem 15. Jahrhundert
- Anwesen Laudemarière aus dem 19. Jahrhundert
- Anwesen La Viala
- Schloss La Seigne aus dem 18. Jahrhundert
- Brücke bei Boutiron aus dem Jahre 1913
- #Lavoir aus dem 19. Jahrhundert
- Gefallenendenkmale

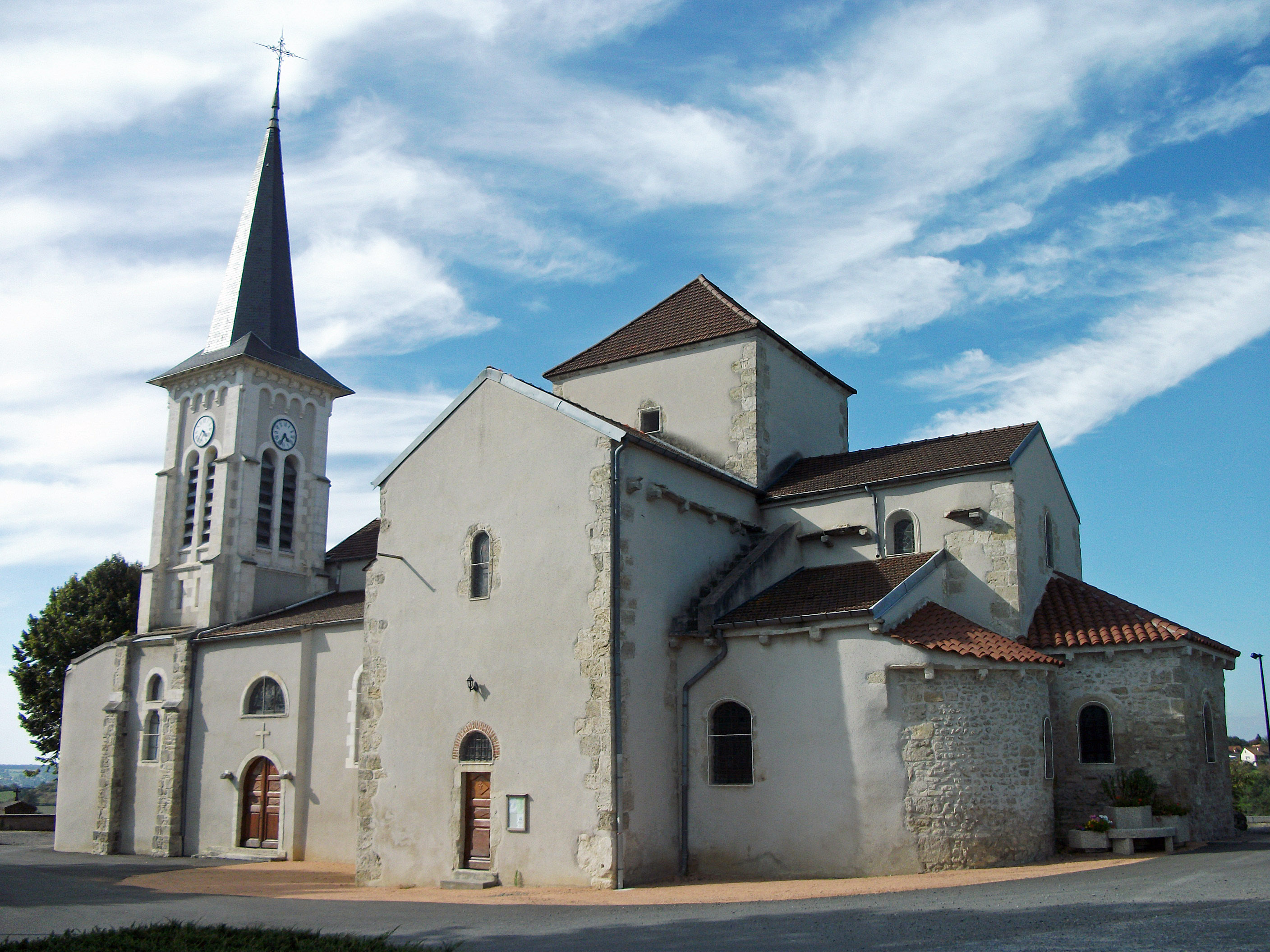
Kirche Saint-Front-et-Saint-Martin
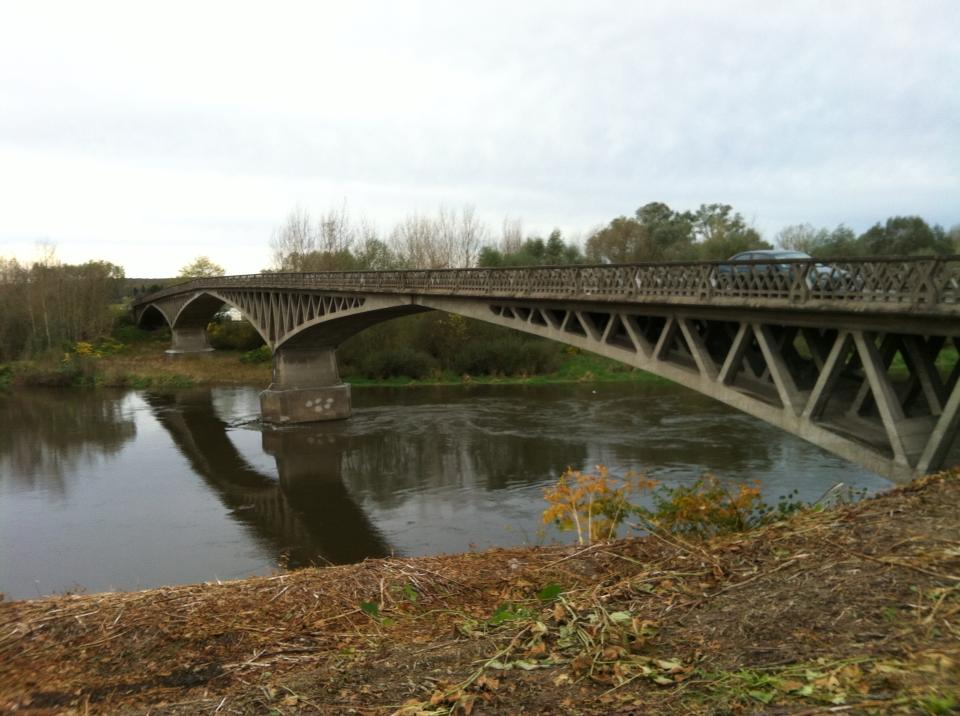
Brücke über den Allier
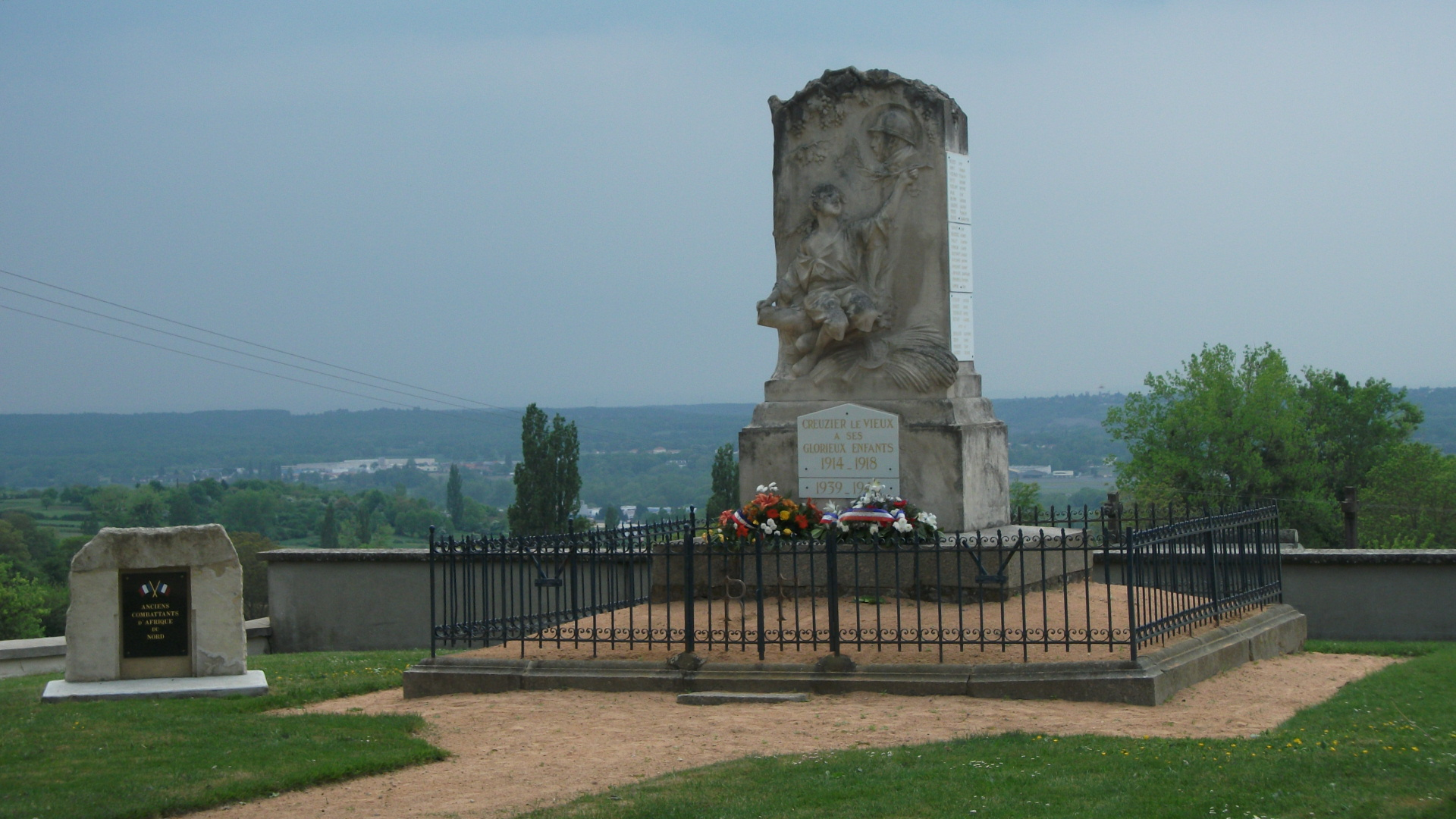
Gefallenendenkmal

## Persönlichkeiten
- Sandrine Dusang (* 1984), Fußballspielerin